# Bronzová hvězda
The Bronze Star Medal je vyznamenání Spojených států amerických, udělované členům ozbrojených sil Spojených států za hrdinský čin, hrdinskou službu, záslužný čin či záslužnou službu v bojové zóně.
Pokud je medaile udělena armádou či letectvem za hrdinské činy v boji, pak je k medaili možné nosit i odznak „V“. Pokud je medaile udělena za hrdinské činy v boji námořnictvem, námořní pěchotou či pobřežní stráží, pak je k medaili autorizován odznak „Combat V“.
Za opětovné udělení je připínán bronzový dubový list (bronze oak leave cluster) a za 5 bronzových dubových listů jeden stříbrný příslušníkům armády a letectva. Příslušníkům Námořnictva a Námořní pěchoty za 1 opětovné udělení se připíná zlatá hvězda a za 5 zlatých hvězd 1 stříbrná.
Příslušníci jiných uniformovaných složek Spojených států mohou toto vyznamenání obdržet také, stejně jako zahraniční vojáci, kteří sloužili společně s příslušníky některé ze složek amerických ozbrojených sil.
Medailí mohou být vyznamenáni i civilisté, pokud sloužili v bojové akci společně s americkými vojáky Například reportér UPI Joe Galloway obdržel Bronzovou hvězdu s odznakem „V“ během vietnamské války za záchranu těžce zraněného vojáka pod palbou v bitvě u Ia Drang v roce 1965. Dalším civilistou, který vyznamenání obdržel, byl spisovatel Ernest Hemingway.